# Gaël Jimenez
Gaël Jimenez (28 aprile 1987) è un giocatore di football americano svizzero che gioca nel ruolo di linebacker per i Lausanne LUCAF Owls.